# IC 5195
IC 5195 ist eine elliptische Galaxie vom Hubble-Typ E im Sternbild Eidechse am Nordsternhimmel. Sie ist schätzungsweise 259 Millionen Lichtjahre von der Milchstraße entfernt.
Das Objekt wurde am 16. Oktober 1895 von Guillaume Bigourdan entdeckt.